# NGC 147
NGC 147, även känd som DDO3 eller Caldwell 17, är en dvärggalax i stjärnbilden Cassiopeja. Den är en av Andromedagalaxens (M31) satellitgalaxer och tillhör Lokala galaxhopen. Den upptäcktes den 8 september 1829 av John Herschel och bildar ett fysiskt par med den närliggande galaxen NGC 185, en annan avlägsen satellit till M31. Visuellt är den både svagare och något större än NGC 185 (och har därför en betydligt lägre ytljusstyrka). Detta innebär att NGC 147 är svårare att se än NGC 185, som är synlig i små teleskop. I Webb Society Deep-Sky Observer's Handbook, beskrivs NGC 147:s visuella utseende som:
Stor, ganska svag, oregelbundet rund; den ljusnar i mitten till en stjärnkärna.
Att NGC 147 tillhörde den lokala gruppen bekräftades av Walter Baade 1944 när han kunde upplösa galaxen i individuella stjärnor med 2,5 metersteleskopet vid Mount Wilson nära Los Angeles.

## Egenskaper
En undersökning av de ljusaste stjärnorna på asymptotiska jättegrenen (AGB) i området med en radie på 2 bågminuter från NGC 147:s centrum visar att den senaste betydande stjärnbildningsaktiviteten i NGC 147 inträffade för cirka 3 miljarder år sedan. NGC 147 innehåller en stor population av äldre stjärnor som uppvisar en spridning i metallicitet och ålder. Metallicitetsspridningen tyder på att NGC 147 har haft kemisk anrikning. HI har dock inte observerats och den övre gränsen för massan i det interstellära mediumet (ISM) är mycket lägre än förväntat om materialet som emitteras från evolverande stjärnor hade hållits i galaxen. Detta innebär utarmning av ISM.

## Avståndsmätningar
Minst två tekniker har använts för att mäta avstånd till NGC 147. Avståndsmätningstekniken för fluktuationer i ytans ljusstyrka uppskattar avstånd till spiralgalaxer baserat på hur korniga deras utbuktningar ser ut. Avståndet som mäts till NGC 147 med denna teknik är 2,67 ± 0,18 miljoner ljusår (870 ± 60 kparsec). NGC 147 är dock tillräckligt nära för att metoden med spetsen på den röda jättegrenen (TRGB) kan användas för att uppskatta dess avstånd. Det uppskattade avståndet till NGC 147 med denna teknik är 2,21 ± 0,09 miljoner ljusår (680 ± 30 kparsec). Tillsammans ger dessa avståndsmätningar en avståndsuppskattning på 2,53 ± 0,11 miljoner ljusår (ca 780 ± 30 kparsec). (Medelvärde (870 ± 60, 680 ± 30) = ((870 + 680) / 2) ± ((602+ 302)0,5 / 2) = 775 ± 33)